# Dioclea ferruginea
Dioclea ferruginea är en ärtväxtart som beskrevs av Adolpho Ducke. Dioclea ferruginea ingår i släktet Dioclea och familjen ärtväxter. Inga underarter finns listade i Catalogue of Life.